# Concepción (Califòrnia)
Concepción és una àrea no incorporada situada al comtat de Santa Bàrbara en l'estat nord-americà de Califòrnia.